# Mouvement autonome en Allemagne
Le mouvement autonome apparaît en Allemagne en 1980 à la suite de la scission qui se produit alors au sein de l'extrême gauche. La gauche extra-parlementaire se divise sur la question de la violence. Les militants qui choisissent de renoncer à la violence politique décident de créer un parti politique écologiste, les Verts, qui rompt avec l'extrême gauche en abandonnant la perspective révolutionnaire et opte résolument pour une stratégie réformiste visant à se présenter aux élections.
Les groupes autonomes regroupent ceux qui continuent à pratiquer la violence, à se référer à la perspective révolutionnaire, et à rejeter le système politique institutionnel.
L'Autonomie allemande rassemble plusieurs axes de lutte :
- le mouvement des squats
- le mouvement antinucléaire
- le mouvement antifasciste
- le mouvement anti-impérialiste (lié aux Revolutionären Zellen et à la Fraction armée rouge)
- le mouvement féministe
- le mouvement antimilitariste
- le mouvement étudiant
- l'antipsychiatrie

Dans les années 1990, certains groupes amorcent une critique de l'antisionisme qui les amènent à abandonner l'anti-impérialisme et à rompre avec le mouvement autonome. Ces collectifs universitaires se regroupent alors au sein du Mouvement antinational, à la suite de la mobilisation contre la réunification allemande, sur le mot d'ordre "Plus jamais l'Allemagne !".
Un livre sur le sujet paraît aux éditions La Tempête le 25 avril 2025.

## Squats
- Yorck59
- Köpi
- Rote Flora
- Tacheles